# Mirko Gennai
Mirko Gennai (* 7. März 2003 in Florenz) ist ein italienischer Motorradrennfahrer. 
Mit sieben Rennsiegen ist Gennai nach Jeffrey Buis der zweiterfolgreichste Fahrer der Supersport-300-Weltmeisterschaft.

## Karriere
Gennais Karriere in der Supersport-300-Weltmeisterschaft begann 2020 beim Team BrCorse. Mit sieben Punkten wurde der Italiener WM-30. 2021 verblieb er in Team und verbesserte sich auf den 15. Gesamtrang.
2022 bedeutete für Gennai, der erstmals einen Teamkollegen hatte, den Durchbruch. Er holt seinen ersten Podestplätze und beim Saisonfinale auf dem Autódromo Internacional do Algarve sogar den ersten Sieg.
2023 zeigte die nächste Verbesserung, im frühen Saisonverlauf schienen Gennai und sein neuer Teamkollege Marco Gaggi eine Rolle im Titelkampf zu spielen, doch die Saisonmitte wurde von Stürzen gekennzeichnet, wobei zur gleichen Zeit Aldi Mahendra für BrCorse einen Sieg mit einer Wildcard holte. Die letzten beiden Rennen auf dem Autódromo Internacional do Algarve gewann Gennai und rettete somit noch den dritten Gesamtrang.
2024 folgte für Gennai der Wechsel zu MTM Kawasaki und damit auch ein Markenwechsel. Erneut gewann der Florentiner drei Rennen (als einer von nur zwei Fahrern), abermals zwei davon in der Algarve. Doch im Vergleich zum Vorjahr spielten Stürze noch mehr eine Rolle und der Italiener rutschte auf dem siebten Gesamtrang ab. Sein Teamkollege Loris Veneman hingegen wurde mit zwei Siegen Vizeweltmeister. Weltmeister wurde sein Nachfolger bei BrCorse, Aldi Mahendra mit lediglich einem Sieg.
Die Saison 2025 wird die letzte für die Supersport-300-Weltmeisterschaft sein. Gennai bleibt bei MTM; als neuer Teamkollege rückt der Australier Carter Thompson an seine Seite.

## Statistik in der Supersport-300-Weltmeisterschaft
(Stand: Saisonende 2024)
| Saison | Team         | Motorrad           | Rennen | Siege | Zweiter | Dritter | Poles | Schn. Runden | Punkte | Ergebnis |
| ------ | ------------ | ------------------ | ------ | ----- | ------- | ------- | ----- | ------------ | ------ | -------- |
| 2020   | Team BrCorse | Yamaha YZF-R3      | 12     | –     | –       | –       | –     | –            | 7      | 30.      |
| 2021   | Team BrCorse | Yamaha YZF-R3      | 16     | –     | –       | –       | –     | –            | 54     | 15.      |
| 2022   | Team BrCorse | Yamaha YZF-R3      | 16     | 1     | –       | 3       | –     | 2            | 140    | 6.       |
| 2023   | Team BrCorse | Yamaha YZF-R3      | 16     | 3     | 2       | 1       | –     | 1            | 180    | 3.       |
| 2024   | MTM Kawasaki | Kawasaki Ninja 400 | 16     | 3     | –       | 1       | –     | 3            | 131    | 7.       |
| 2025   | MTM Kawasaki | Kawasaki Ninja 400 | –      | –     | –       | –       | –     | –            | –      | –        |
| Gesamt | Gesamt       | Gesamt             | 76     | 7     | 2       | 5       | 0     | 6            | 512    |          |